# Fernando Sobral
Fernando Pereira do Nascimento, mais conhecido como Fernando Sobral (Rio de Janeiro, 17 de dezembro de 1994), é um futebolista brasileiro que atua como meia e volante. Atualmente joga pelo Ceará, emprestado pelo Cuiabá.

## Carreira

### Início
Fernando Sobral fez sua estreia pelo  Guarany de Sobral em 26 de julho de 2012, entrando no 2º tempo numa vitória de 3 a 0 sobre o  Ferroviário, no torneio Copa Fares Lopes. Marcou seu primeiro gol como titular num empate contra o mesmo oponente, também pela copa estadual.
Para a temporada de 2014, foi contratado como uma jovem promessa pelo  Horizonte  e foi titular por toda a campanha do Campeonato Cearense de Futebol do referido ano.
Em meados de 2014, o jogador foi emprestado ao time do  Icasa até o fim do ano, para a disputa da Série B. Ele fez sua estreia profissional em 13 de setembro, começando com um empate em casa por 1-1 contra o Joinville. Ele pouco pôde contribuir com a equipe, que acabou sendo rebaixada.
Antes da campanha de 2015, Sobral voltou ao time do Guarany, novamente como titular da equipe, mas acabou sendo emprestado ao  Atlético Goianiense.

Após breve passagem pelo  Floresta, assinou contrato com o  Fluminense de Feira, ainda como propriedade do Horizonte. Após a disputa do Campeonato Baiano, regressou ao  Horizonte para a disputa da Taça Fares Lopes 2016. Em janeiro de 2017, mais uma vez retorna ao  Fluminense de Feira, para mais uma disputa do estadual.

### Sampaio Corrêa
Em 8 de maio de 2017, Fernando foi anunciado como novo reforço do  Sampaio Corrêa para a disputa da Série C . Titular da equipe, viveu o melhor ano de sua carreira até ali, ajudando a equipe no acesso para a Série B e no título da Copa do Nordeste, marcando um importante gol de pênalti na semifinal contra o ABC.

### Ceará
Em 22 de dezembro de 2018, é contratado pelo  Ceará, realizando um sonho de criança.. Ele fez sua estreia pela Primeira Divisão do Campeonato Brasileiro numa goleada de 4 a 0 sobre o CSA.
Novamente foi peça fundamental na conquista de um título de  Copa do Nordeste, marcando um importante gol de empate no jogo de ida da final contra o Bahia, em que sua equipe acabou vencendo por 3 a 1.
Em 2022, o treinador Tiago Nunes alegou que um jogador do Ceará não fazia faltas para não perder pontos no Cartola FC. O Diário do Nordeste apurou que o jogador era o volante Fernando Sobral. 

### Cuiabá
Em dezembro de 2022, o Cuiabá adquiriu 80% dos direitos econômicos do atleta por R$ 4 milhões. Fernando Sobral assinou contrato até fim de 2026.

## Títulos
Sampaio Corrêa
- Copa do Nordeste: 2018

Ceará
- Copa do Nordeste: 2020
- Campeonato Cearense: 2025[16]

Cuiabá
- Campeonato Mato-Grossense: 2023 e 2024